# Campeonato Mundial de Ciclismo en Ruta de 1934
Los Campeonatos del mundo de ciclismo en ruta de 1934 se celebró en la localidad alemana de Leipzig el 18 de agosto de 1934. 

## Resultados
| Evento                     | Oro                            | Oro                          | Plata                 | Plata | Bronce                     | Bronce |
| -------------------------- | ------------------------------ | ---------------------------- | --------------------- | ----- | -------------------------- | ------ |
| Pruebas masculinas         |                                |                              |                       |       |                            |        |
| Hombres - carrera en línea | Karel Kaers · Bélgica          | 5h 45' 15" Media 37,994 km/h | Learco Guerra         | m.t.  | Gustave Danneels · Bélgica | m.t.   |
| Amateur - carrera en línea | Kees Pellenaars · Países Bajos | 2h 43' 02"                   | André Deforge Francia | -     | Paul André · Bélgica       | -      |